# Psilocybe angustipleurocystidiata
Psilocybe angustipleurocystidiata es una especie de hongo de la familia Hymenogastraceae. Solo se conoce de Morelos en México. Se utiliza en la medicina tradicional para tratar la ansiedad y el dolor de muelas.

## Taxonomía
Psilocybe angustipleurocystidiata fue descrita como nueva para la ciencia por el micólogo mexicano Gastón Guzmán, y la descripción publicada en la revista científica Beihefte zur Nova Hedwigia 74: 253 en 1983. Guzmán la ubica en la sección Zapotecorum del género.